# Теорема Энгеля
Теорема Энгеля даёт эквивалентность двух различных определений нильпотентности для алгебр Ли.
Названа в честь Фридриха Энгеля.

## Формулировка
Конечномерная алгебра Ли {\displaystyle {\mathfrak {g}}} является нильпотентной тогда и только тогда, когда для любого {\displaystyle X\in {\mathfrak {g}}} оператор {\displaystyle \operatorname {ad} _{X}} нильпотентен.

### Необходимые определения
Пусть {\displaystyle {\mathfrak {g}}} — конечномерная алгебра Ли над произвольным полем k.
Если {\displaystyle {\mathfrak {a}},{\mathfrak {b}}} — подмножества {\displaystyle {\mathfrak {g}}}, то {\displaystyle [{\mathfrak {a}},{\mathfrak {b}}]} обозначает множество всех конечных сумм элементов вида {\displaystyle [X,Y],} где {\displaystyle X\in {\mathfrak {a}},\;Y\in {\mathfrak {b}}.}
Нижний центральный ряд алгебры Ли определёется рекурсивно: 
{\displaystyle {\mathfrak {g}}^{0}={\mathfrak {g}},\;{\mathfrak {g}}^{i+1}=[{\mathfrak {g}},{\mathfrak {g}}^{i}]} .
Алгебра Ли называется нильпотентной, если {\displaystyle {\mathfrak {g}}^{n}=0} для некоторого числа.
Эквивалентно, если ввести обозначения {\displaystyle \operatorname {ad} _{X}(Y)=[X,Y],\ } то алгебра Ли будет нильпотентных если для некоторого натурального числа n выполняется
adX1adX2 ⋅⋅⋅ adXn = 0
для произвольных {\displaystyle X_{1},X_{2},\ldots ,X_{n},Y\in {\mathfrak {g}},}.